# Карликовый муравьед
Ка́рликовый муравье́д, или двупа́лый муравье́д (лат. Cyclopes didactylus), — вид животных из отряда неполнозубых. Единственный современный вид одноимённого рода (Cyclopes) и семейства Cyclopedidae (ранее рассматриваемого как подсемейство Cyclopedinae семейства Myrmecophagidae). Обитает в Центральной и Южной Америке; его ареал простирается от юга Мексики на севере и до Бразилии и, возможно, Парагвая на юге. На местном наречии его называют мико дорадо.

## Внешний вид
Как следует из названия, карликовый муравьед является самым маленьким представителем муравьедов (точнее, подотряда Vermilingua). Его длина — 36—45 сантиметров (длина тела 16—20 см, длина хвоста 18 см), а вес — до 400 грамм (в среднем 266 г). Окрас шерсти муравьеда коричневый, с золотистым отливом, подошвы лап и кончик носа — красные. Мордочка муравьеда заканчивается коротким хоботком, приспособленным к поеданию насекомых. Подобно прочим муравьедам, у карликового муравьеда нет зубов, но зато у него есть длинный и липкий язык, снабжённый мощной мускулатурой. Карликовый муравьед обладает цепким, голым на конце хвостом, помогающим ему в передвижении по ветвям деревьев. На каждой передней лапе муравьеда по четыре пальца, второй и третий из которых заканчиваются увеличенным когтем. На задних лапах муравьеда по пять пальцев без увеличенных когтей. Температура тела колеблется от 27,8 до 31,3 °C. Генетически карликовый муравьед отличается от прочих муравьедов тем, что он обладает 64 хромосомами (у других муравьедов кариотип включает от 54 хромосом у T. tetradactyla до 60 хромосом у M. tridactyla).

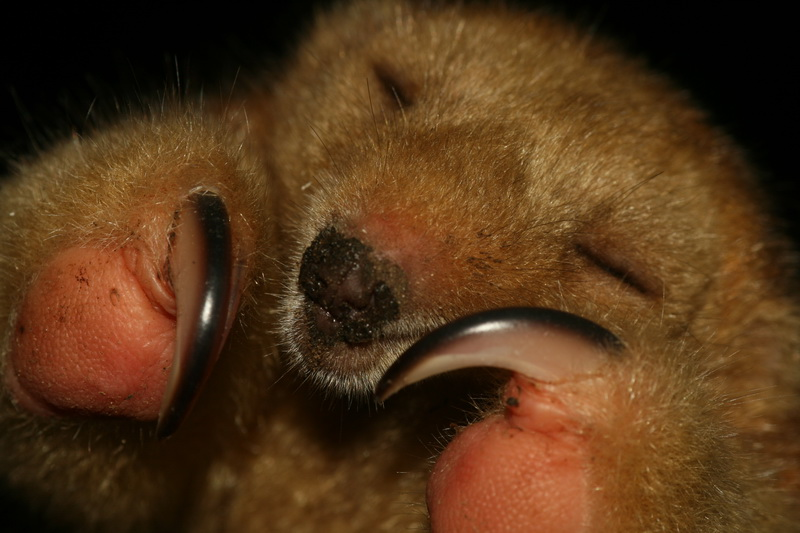

## Образ жизни
Карликовый муравьед ведёт преимущественно ночной образ жизни. Предпочитает тропические, многоуровневые леса, где он может передвигаться с места на место, не покидая ветвей деревьев, где он чувствует себя в максимальной безопасности. Уровень плотности населения муравьедов в некоторых районах может достигать 77 особей/км², а в других частях его ареала, например на острове Тринидад она составляет всего 5—6 особей/км². Площадь территории самок, как правило, меньше площади территории самцов; согласно исследованию, проведённому в 1983 году, территория одного самца перекрывает территории трёх самок.
Карликовый муравьед — довольно медлительное животное. Основной пищей ему служат муравьи (по различным наблюдениям карликовый муравьед потребляет от 100 до 8000 муравьёв в день). Дополнительной пищей ему могут служить другие насекомые, например мелкие жучки. Термиты, обитающие в ареале карликовых муравьедов, судя по имеющимся данным не являются частью рациона последних. Поскольку, как было сказано выше, у муравьеда нет зубов, неразжёванные насекомые перетираются мускулистыми ороговевшими стенками желудка. Дефекация происходит примерно раз в день. Исследованные фрагменты кала муравьеда включали в себя большое количество хитиновых частиц (составляющих экзоскелет насекомых). Это наблюдение свидетельствует в пользу того, что карликовый муравьед не вырабатывает ферменты, способные разлагать хитин (как, например, хитиназа или хитобиаза).
Карликовые муравьеды являются одиночными животными и не формируют стай. Самка муравьеда рожает обычно одного детёныша, который проводит свои первые дни в «гнезде» из сухих листьев, которое самка муравьеда строит в дупле дерева. Беременность самки муравьеда длится от 120 до 150 дней. Оба родителя участвуют в воспитании малыша и посменно носят подросшего детеныша на спине. Малыш муравьеда питается полупереваренными насекомыми, которые отрыгиваются ему родителями.
По некоторым данным, карликовый муравьед предпочитает жить на деревьях из рода Сейба (Ceiba). Схожесть окраса животного с волокнами семенных коробочек этого дерева позволяет муравьеду использовать эти деревья в качестве камуфляжа, который делает его незаметным для хищных птиц, в особенности ястребов и южноамериканских гарпий. Чтобы избежать нападения хищников, карликовый муравьед никогда не остаётся на одном дереве дольше суток.
Днём карликовый муравьед, как правило, спит, свернувшись клубком. Ночью же муравьед перебирается по лианам с дерева на дерево и может быть более доступен наблюдению.
Как и прочие муравьеды, ощущая угрозу, карликовый муравьед становится в защитную стойку, на задние лапы, держа передние лапы перед лицом. В этой позиции муравьед может ударить своими острыми когтями любого, кто осмелится подойти слишком близко.

## Эволюция и филогенез
До сих пор был обнаружен лишь один вымерший представитель семейства Cyclopedidae — род Palaeomyrmidon. Череп этого животного был обнаружен в Аргентине в слоях, относящихся к эпохе миоцена. Предположительно Palaeomyrmidon является сестринским таксоном современного карликового муравьеда, несмотря на то что он, по всей видимости, жил на земле, а не на деревьях.

## Карликовый муравьед и человек
В странах обитания карликового муравьеда его иногда содержат в качестве домашнего питомца, хотя эти животные, как правило, плохо переносят неволю и обычно умирают в течение месяца. Рекордная зарегистрированная продолжительность жизни карликового муравьеда в неволе составляет 2 года и 4 месяца. Иногда местные жители охотятся на это животное ради еды.

## Карликовый муравьед в литературе
Поведение и повадки карликового муравьеда описаны в книгах Джеральда Даррелла «Новый Ной» (Gerald Durrell, «The New Noah»), «Три билета до Эдвенчер».

## Галерея

Карликовый муравьед на охоте
Карликовый муравьед на ветке
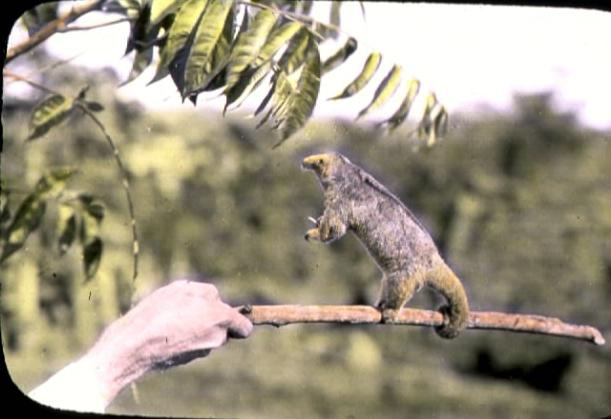
Карликовый муравьед на ветке
Карликовый муравьед готов отразить нападение врага
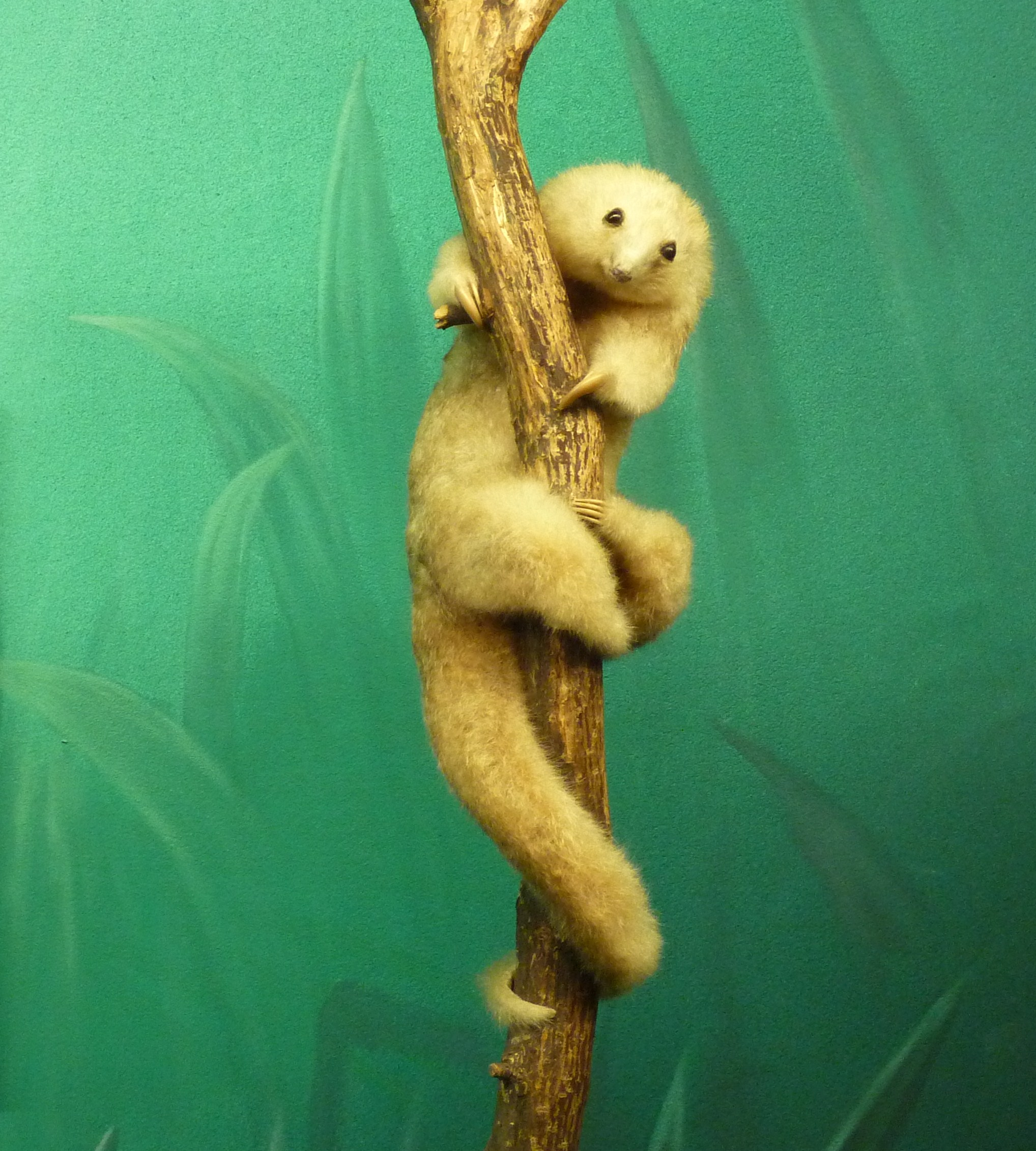
Чучело карликового муравьеда в музее Женевы